# 99 жінок
«99 жінок» — експлуатаційний фільм режисера Хесуса Франко, який вийшов на екрани в 1969 році; перший фільм Франка в жанрі «Women in Prison». Прем'єра фільму відбулася 14 березня 1969 року. У 1974 році вийшло продовження фільму під назвою «Жіночий квартал».

## Сюжет
На ізольованому острові знаходиться жіноча в'язниця, в якій процвітає насилля, садизм і сексуальні оргії. У той же час нова начальниця тюрми намагається зруйнувати порядки, встановлені тут її попередницею і корумпованим губернатором.

## У ролях
- Марія Шелл — Леоні Керолл, нова начальниця в'язниці
- Херберт Лом — Губернатор Сантос
- Мерседес Маккембрідж — Тельма Діас, колишня начальниця в'язниці
- Лучана Палуцці — Наталі Мендоса
- Марія Ром — Марі
- Розальба Нері — Зої
- Еліза Монтес — Хельга
- Валентина Годой — Розалі

## Версії фільму
Існує французька версія фільму під назвою «Les Brulantes», в якій є вставки близько десяти порноепізодів. Як актори в цих епізодах задіяні зовсім інші люди.